# Heino Falcke (astrophysicien)
Heino Falcke (né le 26 septembre 1966) est un professeur germano-néerlandais de radioastronomie et de physique des astroparticules à l'Université Radboud de Nimègue. Il est lauréat du prix Spinoza en 2011. Son principal domaine d'étude est les trous noirs et il est à l'origine du concept de « l'ombre du trou noir ». En 2013, une équipe sous sa direction obtient une subvention de recherche de 14 millions d'euros du Conseil européen de la recherche pour poursuivre l'étude des trous noirs. En 2019, Falcke annonce les premiers résultats du télescope Event Horizon lors de la conférence de presse EHT à Bruxelles.

## Carrière
Falcke est né à Cologne, en Allemagne, en 1966. Il étudie la physique à l'Université de Cologne de 1986 à 1987, puis à l'Université de Bonn à partir de 1987 où il obtient un diplôme (équivalent à une maîtrise) en physique en 1992. Il obtient ensuite un doctorat en astronomie summa cum laude en 1994 de l'Université de Bonn. Falcke travaille ensuite comme scientifique pour l'Institut Max-Planck de radioastronomie à Bonn, l'Université du Maryland et l'Université de l'Arizona. Il reçoit une Habilitation de l'Université de Bonn en 2000.
Falcke remporte le prix Ludwig Biermann pour les jeunes astronomes de la German Astronomische Gesellschaft en 2000,.
En 2003, il devient professeur auxiliaire de radioastronomie et de physique des astroparticules à l'Université Radboud de Nimègue. Il commence également à travailler pour ASTRON, l'institut de radioastronomie des Pays-Bas. En 2007, il devient professeur titulaire à Nimègue.
En 2006, Falcke remporte le prix de l'Académie des sciences et des sciences humaines de Berlin-Brandebourg,.
Falcke reçoit une subvention de recherche avancée du Conseil européen de la recherche de 3,5 millions d'euros en 2008. En 2011, il est l'un des trois lauréats du prix Spinoza néerlandais et reçoit une bourse de 2,5 millions d'euros. L'organisation qui remet le prix, l'Organisation néerlandaise pour la recherche scientifique, félicite Falcke pour avoir fourni de nouvelles informations sur les trous noirs.
En 2013, Falcke, en tant que responsable scientifique d'une équipe, reçoit une subvention Synergie du Conseil européen de la recherche de 14 millions d'euros. La subvention est destinée à d'autres études sur les trous noirs, en particulier Sagittarius A*,. L'objectif est de construire une caméra Black Hole avec la subvention. Cela permettrait de tester la théorie de la relativité générale d'Albert Einstein en créant une image de l'horizon des événements. Ce projet aboutit au projet Event Horizon Telescope. Dans le cadre de ce projet, Falcke est le président du Conseil scientifique EHT. Le 10 avril 2019, il annonce que le projet a réussi à créer une image des trous noirs au centre de la Voie Lactée (Sagittarius A*) et M87 (M87*).
Falcke est élu membre de l'Academia Europaea en 2013. Il est élu membre de l'Académie royale des arts et des sciences des Pays-Bas en 2014.

## Recherches
Falcke est impliqué dans l'astronomie théorique ainsi que dans les études observationnelles et expérimentales. Outre son travail avec LOFAR, il est également impliqué dans le développement du Square Kilometre Array.
En 2000, il prédit qu'il serait possible de faire des mesures près du bord d'un trou noir. Quatre ans plus tard, son équipe réussit à le faire. En 2013, Falcke, avec Luciano Rezzolla de l'Institut Max Planck de physique gravitationnelle estime que les blitzars pourraient être une explication des sursauts radio rapides. Les blitzars se produiraient lorsqu'une étoile à neutrons supramassive en rotation ralentit suffisamment, perd son champ magnétique, puis se transforme en trou noir.
Falcke prédit que près des bords d'un trou noir, il y aurait une « ombre de trou noir » qui pourrait être détectée par un radiotélescope,. Cette ombre est finalement observée avec le télescope Event Horizon.
Falcke souhaite placer un radiotélescope sur la Lune et travaille avec des chercheurs de la NASA et de l'Agence spatiale européenne pour concevoir un plan pour y parvenir.

## Vie privée
Falcke est un chrétien pratiquant et est prédicateur laïc dans l'Église protestante aux Pays-Bas. Il considère sa foi comme un moyen d'atteindre le repos intérieur, ainsi qu'une motivation pour faire de la science.